# Miotemna singularis
Miotemna singularis är en skalbaggsart som beskrevs av Blanchard 1850. Miotemna singularis ingår i släktet Miotemna och familjen Melolonthidae. Inga underarter finns listade i Catalogue of Life.